# Thievery Corporation
A Thievery Corporation elektronikus zenét játszó DJ-duó, Rob Garza és Eric Hilton. Zenei stílusuk ötvözi a dubot a lounge-ot és acid jazz-t az indiai és brazil (bossa nova) népzenei motívumokkal. A fő kiadójuk az Eighteenth Street Lounge Music, de számos maxijuk a 4AD-nél és a Studio !K7-nél jött ki. Az 1999-es Dj-Kicks válogatásalbumuk több számát is felhasználta a Dockers a "Nice Pants" tv-kampányuk során.
2002-ben kiadták a The Richest Man in Babylon c. lemezüket, az ESL-nél. Ez a tizenöt számos kiadvány hangzásában és hangszínében is a The Mirror Conspiracy albumukra hasonlít, s olyan vokalisták segítségével készült, mint Emiliana Torrini, Pam Bricker vagy Lou-Lou.
Három évvel később adták ki a The Cosmic Game albumot, amely sötétebb, pszichedélikusabb hangzást hozott magával, mint a The Richest Man in Babylon. A vendégszereplők között volt Perry Farrel, David Byrne és Wayne Coyne a The Flaming Lipsből.
2006-an jelent meg a Versions című remix album, melyen más zenészeknek alkotásait dolgozták fel. Ezzel az albummal turnézták végig az Egyesült Államokat, s a Lollapaloozában is játszottak.
Dalszövegeik többek közt angol, francia, perzsa, spanyol, portugál és hindi nyelvűek. Ezzel utalnak a zenekar nemzetköziségére és kollaboratív felépítésére.

## Diszkográfia

### Albumok
- Sounds from the Thievery Hi-Fi (1997)
- The Mirror Conspiracy (2000)
- The Richest Man in Babylon (2002)
- The Cosmic Game (2005)
- Versions (2006)
- Radio Retaliation (2008)
- Culture of Fear (2011)
- Saudade (2014)
- The Temple of I & I (2017)
- Treasures from the Temple (2018)
- Symphonik (2020)

### Kislemezek
- 2001: A Spliff Odyssey (1996)
- Dub Plate, Vol. 1 (1996)
- The Foundation (1996)
- Lebanese Blonde (1998)
- DC 3000 (1999)
- It Takes a Thief (1999)
- Focus on Sight (2000)
- Bossa Per Due (2001)
- Revolution Solution
- Warning Shots
- The Heart's a Lonely Hunter
- Sol Tapado
- The Richest Man in Babylon
- The Lagos Communique
- Halfway Around the World
- Incident at Gate 7
- Encounter in Bahia
- ESL Dubplate
- Shaolin Satellite
- Chaplin Swankster

### Vendégművészek
A Thievery Corporation egyik jellegzetessége, hogy számos vendégelőadóval dolgoznak/dolgoztak együtt, például:
- Astrud Gilberto
- Bebel Gilberto
- David Byrne
- Emiliana Torrini
- Gigi Rezende
- Gunjan
- Jim Morrison
- Loulou Djine
- Notch
- Norah Jones
- Pam Bricker
- Patrick de Santos
- Perry Farrell of Jane’s Addiction
- Rob Myers
- Rootz
- Sista Pat
- Sister Nancy
- Sleepy Wonder
- Verny Varela
- Wayne Coyne of The Flaming Lips
- Zeebo